# پرنده آستانه
پرنده آستانه (نام علمی: Limenavis) سرده‌ای از پرندگان پیش از تاریخ مربوط به اواخر کرتاسه است. در میان تمامی پرنده‌های شناخته‌شده پیشاتاریخی، این پرنده جزو نزدیک‌ترین خویشاوندان نیای تمامی پرندگان زنده امروزی است و بنابر این ردر مرز و آستانه شکل‌گیری پرندگان امروزی قرار دارد و نامش نیز به همین موضوع اشاره دارد.